# Giedrius Žibėnas
Giedrius Žibėnas (Kaunas, 6 aprile 1984) è un allenatore di pallacanestro lituano.

## Palmarès
- Campionato lituano: 2

Rytas: 2021-2022, 2023-2024